# Tribunal Superior de Kenya
El Tribunal Superior de Kenya es va establir en virtut de l'article 165 de la Constitució de Kenya. Té jurisdicció de supervisió sobre tots els altres tribunals subordinats i sobre qualsevol altra persona, òrgan o autoritat que exerceixi una funció judicial o quasi-judicial.
El Tribunal Superior està compost per un màxim de 150 jutges, i hi ha vint tribunals del Tribunal Superior repartits per tota Kenya. S'espera que per a 2018 cada comtat tingui un tribunal del Tribunal Superior i que 36 comtats en tinguin ja almenys un del Tribunal Superior. Té jurisdicció sobre tots els assumptes penals i civils i s'ocupa de les causes penals i civils i de les apel·lacions dels tribunals inferiors. També s'ocupa d'assumptes constitucionals i supervisa totes les funcions administratives del poder judicial.
El Tribunal Superior té diversos departaments establerts:
- Tribunal de Família
- Tribunal de Comerç i Almirallat
- Tribunal de Revisió Constitucional i Judicial
- Tribunal de Terres i Medi Ambient - Assumptes de terres i medi ambient, incloent apel·lacions dels tribunals de terres
- Tribunal Criminal
- Tribunal de Treball - Assumptes laborals i d'ocupació